# Chêne-Thônex

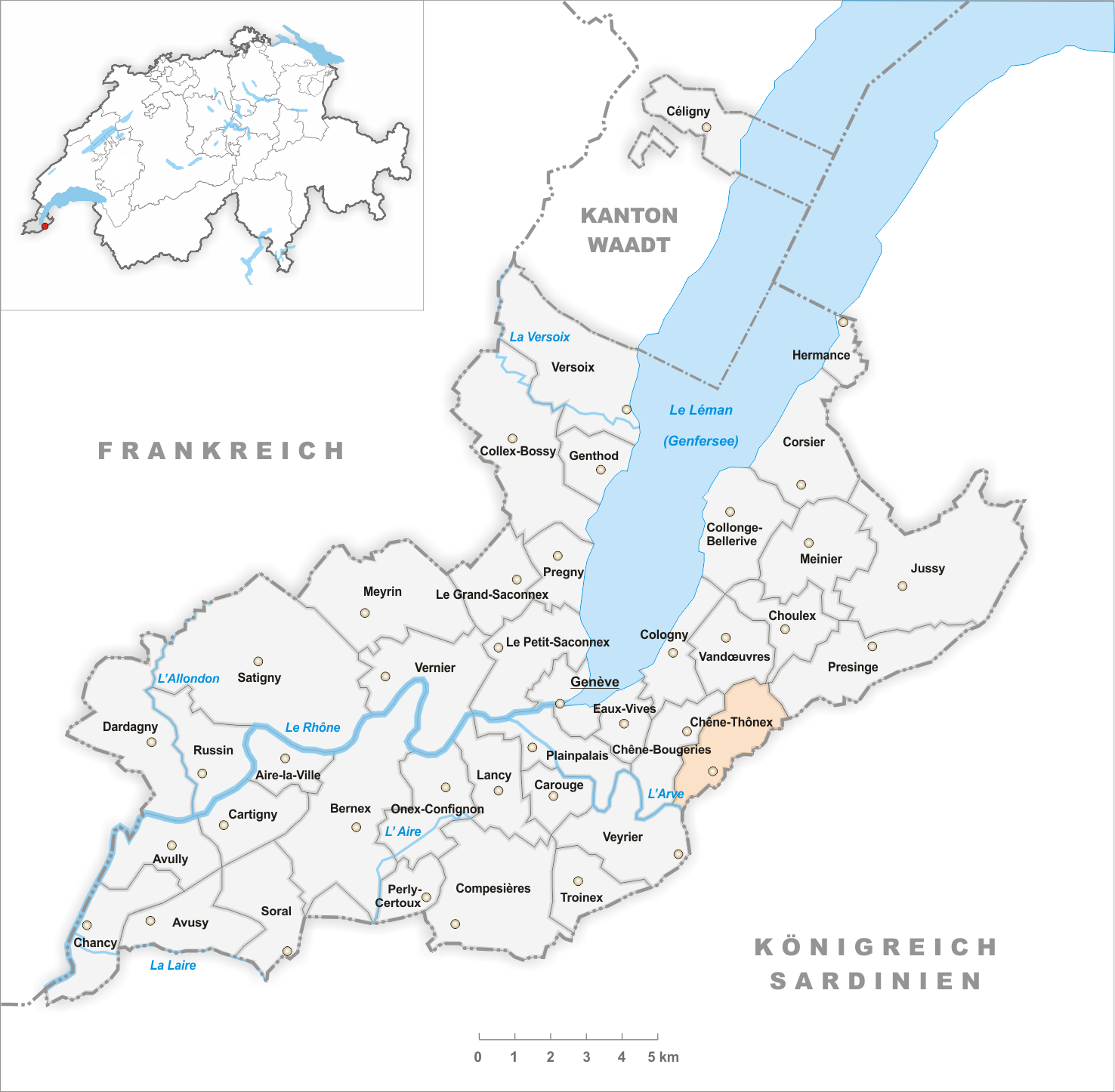
Gemeindestand vor der Trennung am 1. Januar 1869

Chêne-Thônex war bis 1869 eine eigenständige politische Gemeinde im Kanton Genf. 
Der Weiler Chêne lag zu beiden Ufern der Seymaz und ist bereits 1270 als Quercus erwähnt. Chêne gehörte seit 1564 zu Genf. Mit dem Vertrag von Turin von 1754 ging das linke Ufer an Savoyen, während das rechte Ufer bei Genf blieb (heute Gemeinde Chêne-Bougeries) und der Weiler dadurch zweigeteilt wurde. 
Zu Chêne am linken Ufer gehörte auch Thônex. Beide gingen 1792 in den Besitz von Frankreich über und kamen 1816 wieder zum Kanton Genf. 1869 entstanden aus der Trennung die eigenständigen Gemeinden Chêne-Bourg und Thônex.